# Sebastian Griesbeck
Sebastian Griesbeck (* 3. Oktober 1990 in Landsberg am Lech) ist ein deutscher Fußballspieler, der aktuell bei Start Kristiansand unter Vertrag steht.

## Werdegang
Von 1995 bis 2010 spielte Griesbeck beim Ulmer Stadtteilverein TV Wiblingen, bevor er sich der Fußballabteilung des SSV Ulm 1846 anschloss. Für die Spatzen brachte er drei Jahre lang solide Leistungen, was auch das Interesse anderer Vereine auf sich zog. So unterschrieb der Defensivspieler im Juli 2013 einen Vertrag beim Drittligisten 1. FC Heidenheim. Am 20. Juli 2013 (1. Spieltag der Saison 2013/14) machte Griesbeck sein erstes Drittligaspiel, als er auswärts beim MSV Duisburg 90 Minuten lang im defensiven Mittelfeld auflief und in der 76. Minute den Endstand zum 1:0 für Heidenheim erzielte.
Zur Saison 2020/21 wechselte Griesbeck ablösefrei in die Fußball-Bundesliga zum 1. FC Union Berlin. Nach nur einer Saison mit insgesamt 27 Einsätzen für Union wechselte Griesbeck zum Bundesligaaufsteiger SpVgg Fürth. Beim fränkischen Verein unterschrieb er einen Vertrag über zwei Jahre. Bis zum Saisonende absolvierte er für den Verein 29 Bundesliga-Spiele, stieg mit der Mannschaft aber im Sommer 2022 in die zweite Liga ab.
Im Sommer 2023 wechselte er innerhalb der Liga zu Eintracht Braunschweig. Nach einem Jahr verließ er den Verein wieder.
Nach dem Vertragsende in Braunschweig wechselte er zum norwegischen Zweitligisten Start Kristiansand.

## Persönliches
Griesbeck ist mit Kathrin Hendrich liiert.